# Pau Víctor
Pau Víctor Delgado (Sant Cugat del Vallès, 26 novembre 2001) è un calciatore spagnolo, attaccante del Braga.

## Carriera
Pau Víctor è cresciuto nel settore giovanile del Girona ed ha debuttato in prima squadra il 20 luglio 2020 nell'incontro di Segunda División perso 2-0 contro l'Alcorcón. Utilizzato principalmente con la seconda squadra nei due anni successivi, nel 2022 è passato in prestito al Sabadell dove ha trascorso una stagione da titolare, segnando 7 gol in 36 presenze.
Il 17 agosto 2023 ha prolungato il contratto con i biancorossi ed è passato in prestito al Barcellona che lo ha assegnato alla squadra B. Dopo una stagione da protagonista in cui ha segnato 20 gol in 39 partite è stato acquistato a titolo definitivo ed un mese dopo è stato promosso in prima squadra. Ha debuttato in Primera División il 17 agosto 2024 contro il Valencia. Il 1º gennaio 2025, a causa della situazione finanziaria del Barcellona, la Federcalcio spagnola ne nega il tesseramento definitivo, dichiarandolo tesserabile da altri club.Il 25 luglio 2025 si trasferisce a titolo definitivo al Braga, firmando un quinquennale.

## Statistiche

### Presenze e reti nei club
Statistiche aggiornate al 16 gennaio 2025.
| Stagione        | Squadra         | Campionato      | Campionato | Campionato | Coppe nazionali | Coppe nazionali | Coppe nazionali | Coppe continentali | Coppe continentali | Coppe continentali | Altre coppe | Altre coppe | Altre coppe | Totale | Totale | Totale |
| Stagione        | Squadra         | Comp            | Pres       | Reti       | Comp            | Pres            | Reti            | Comp               | Pres               | Reti               | Comp        | Pres        | Reti        | Pres   | Reti   |        |
| --------------- | --------------- | --------------- | ---------- | ---------- | --------------- | --------------- | --------------- | ------------------ | ------------------ | ------------------ | ----------- | ----------- | ----------- | ------ | ------ | ------ |
| 2020-2021       | Girona B        | TD              | 15         | 6          | -               | -               | -               | -                  | -                  | -                  | -           | -           | -           | 15     | 6      |        |
| 2021-2022       | Girona B        | SDR             | 33         | 8          | -               | -               | -               | -                  | -                  | -                  | -           | -           | -           | 33     | 8      |        |
| 2019-2020       | Girona          | SD              | 1          | 0          | CR              | 0               | 0               | -                  | -                  | -                  | -           | -           | -           | 1      | 0      |        |
| 2020-2021       | Girona          | SD              | 7          | 0          | CR              | 3               | 0               | -                  | -                  | -                  | -           | -           | -           | 10     | 0      |        |
| 2022-2023       | Sabadell        | PF              | 36         | 7          | CR              | 0               | 0               | -                  | -                  | -                  | -           | -           | -           | 36     | 7      |        |
| 2023-2024       | Barcellona B    | PF              | 39         | 20         | -               | -               | -               | -                  | -                  | -                  | -           | -           | -           | 39     | 20     |        |
| 2024-2025       | Barcellona      | PD              | 12         | 2          | CR              | 1               | 0               | UCL                | 4                  | 0                  | -           | -           | -           | 17     | 2      |        |
| Totale carriera | Totale carriera | Totale carriera | 143        | 43         |                 | 4               | 0               |                    | 4                  | 0                  |             | -           | -           | 151    | 43     |        |

## Palmàres

### Club
- Supercoppa di Spagna: 1

Barcellona: 2025
- Coppa di Spagna: 1

Barcellona: 2024-2025
- Campionato spagnolo: 1

Barcellona: 2024-2025